# 西蘭元

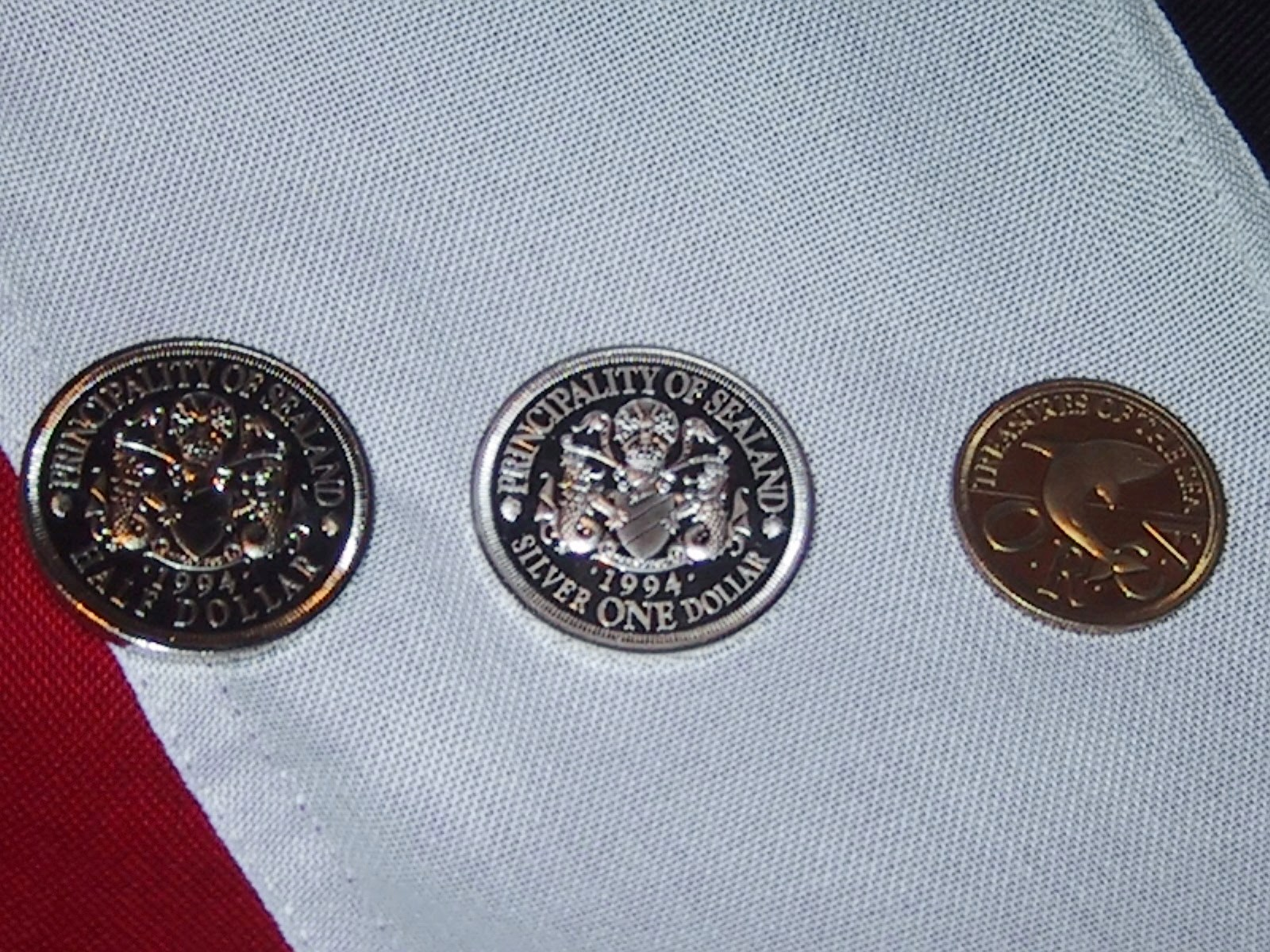
西蘭公國货幣，五毛钱（左）、一块钱（中）、二十五仙（右）

西蘭元（英语：Sealand Dollar）是西兰公国貨幣，与美金是等值的。1972年至今，西兰公国鑄造了很多不同面值的硬幣。但由于西兰公国没有經濟体系且人口極少，因此西蘭元无法使用。不過，这些硬幣全部都是使用貴金屬鑄造的。

## 历史
西兰公国于1972 年开始铸造硬币。首先铸造的是10西兰元硬币，发行量为2000枚。 1975 年和 1977 年铸造了更多硬币，铸造了20西兰元和100西兰元硬币。 10 西兰元以 925银铸造，20 西兰元以银铸造，100 西兰元则以 900金铸造。
1991 年，“西兰流亡政府”（参见“强制接管”）铸造了100西兰元古银硬币。
1994 年，“海洋珍宝”西兰币被铸造，背面印有虎鲸图案。西兰公国还制造了面值为SX$0.25、SX$0.5、SX$1、SX$2.5 和 SX$5的硬币。 SX$0.25硬币由青铜和999银铸造； SX$0.5硬币使用白铜和银铸造； SX$1 和 SX$2.5硬币由铜、银和金铸成； SX$5硬币用黄金铸成。
西兰公国于 1969 年和 1970 年印制了邮票。
2020年，一张西兰邮票被送入了太空。 